# イワインチン
イワインチン（岩茵蔯、学名：Chrysanthemum rupestre ）はキク科キク属の多年草。別名はインチンヨモギ。高山植物。

## 特徴
茎は叢生（そうせい）し、高さは10-20cmになる。葉は密に互生し、葉身は羽状に深裂する。裂片は線形になり、幅は1-1.5mmある。葉の裏面には毛が密生して銀白色になる。
花期は8-9月。茎の上部に黄色の頭花を散房状に密につける。頭花は径3-4mmになり、筒状花のみから構成される。総苞は長さ2-5mmで、やや球形となり、総苞外片は卵形または長楕円形になる。果実は蒴果となり、短毛が生える。

## 分布と生育環境
日本固有種で、本州の中部地方以北に分布し、高山の岩場や砂礫地に生育する。

## ギャラリー
- 頭花は筒状花のみからなる。

## 近縁種
- オオイワインチン Chrysanthemum pallasianum (Fisch. ex Besser) Kom.
- イソギク Chrysanthemum pacificum Nakai
- シオギク Chrysanthemum shiwogiku Kitam.